# グリーンピース宅配便窃盗事件
グリーンピース宅配便窃盗事件（グリーンピースたくはいびんせっとうじけん）は、環境保護団体グリーンピースの日本支部による窃盗犯罪と反捕鯨活動にまつわる主張などの一連の事件である。「鯨肉窃盗事件」「鯨肉持ち去り事件」などと称されることもある。海外の報道では、鯨肉入りの宅配便を盗取したグリーンピース・ジャパンの佐藤潤一（当時海洋生態系問題担当部長、現事務局長）と鈴木徹の両名を「Tokyo Two」などと称す例がみられる。
グリーンピースは、日本の調査捕鯨船の乗組員は、個人的に入手した鯨肉を宅配便を利用した非公式ルートで移送させていることを突き止め（捕鯨側は「#土産」と説明）、これが秘密裏におこなわれている横領・横流し行為だと想定し、独断調査（捜査機関などとはすり合せもせずに行なった捜査活動）として窃盗に踏み切った。その物的証拠として、宅配ルート中に盗み出した鯨肉の宅配パックを記者会見上で公開し、東京地検に対し告発を行った（不起訴）。一方、鯨肉入りの宅配便を窃盗したグリーンピース・ジャパン(GPJ)の当事者2名は、窃盗と建造物侵入の罪で起訴され、2011年に有罪が確定した。

## 概要・沿革

### 内部告発
グリーンピース・ジャパン（事件当時は特定非営利活動法人; 2010年に一般社団法人）は、調査捕鯨船「日新丸」の乗組員が、その漁で得た鯨肉を相当量、一般入札とはまた別枠として個人で入手できていることを内部告発情報としてキャッチし、この鯨肉は、入港後、これを求めた各乗組員らが自宅や他の住所宛に宅配させるのがお決まりの手順であることを知る。
ホイッスルブローワーとなった人物は、共同船舶株式会社の、元乗組員で、グリーンピースの告発レポートの中では元乗組員とされる人物が乗組員が所属している共同船舶株式会社のユニフォームを着てインタビューを受けている画像が掲載されている。

### 横領疑惑
グリーンピースの告発レポートに掲載されている元搭乗員告発者インタビューのかぎりでは、相当量の鯨肉を私的に持ち去ること(グリーンピースが業務上横領と指摘する行為)は長年にかけて慣習としておこなわれたことが、告発者の口から率直に述べられている。
また、このグリーンピース協力者が告発に踏み切るきっかけになった一大要因が、多量の鯨肉が海上投棄されていることであり、これは鯨は大事に余さず利用するという、捕鯨に携わる者としての倫理観念にもとるものだと非難している。この投棄分は、水揚げトン数に計上されないという虚偽申告の側面もある。
告発者の従事していた当時の話だと、日新丸の乗組員の8割方(推定)が鯨肉の持去り（原文だと「勝手に..持ち帰り」という表現）をおこなっており、一人 200~300kg ほど（「#土産」では説明つかない量）であり、ベーコン原料である畝須の塩漬けがほとんどだが、脂のある上質赤身やオノミなども抜かれている。また、絶滅危惧種で市場価値も高いナガスクジラの着服に関しては、もっぱら上役が入手してしまっていた、としている。(細かい部分は#グリーンピースの告発内容に記述)。

### 港監視から宅配追跡
こうした告発を受け、グリーンピース・ジャパンの「調査チーム」（グリーンピース・ジャパンの部長格(当時)と所属スタッフの2名ら）は、捕鯨母船「日新丸」が東京港の大井水産物埠頭に帰港した際(2008年4月15日)、監視をおこない、乗組員から受けた小包を積み込む宅配業者トラックを確認。埠頭に近い西濃運輸の配送所に侵入し、それぞれの箱に貼られていた配達伝票を写真に記録した。これを事前に得た共同船舶株式会社の数年前の社員名簿とを照合、12人の名前を47箱で確認した。その何年か古い名簿には、各員の職種も掲載されていたが、告発者の通牒により「製造長」「製造次長」「製造手」の役割に当たる人間が、年功序列の古参なものほど大々的におこなっていたという（ただし誰しもこれに手を染めているわけではないとも供述されている）。そこで「製造手」にあたっている人物の一人（共同船舶従業員）に目星をつけ、これが北海道函館市の自宅に送った4箱の宅配便をターゲットすることにした。

### 鯨肉の配達途中奪取
翌16日、西濃運輸のウェブサイトで前日に確認した伝票番号を入力し、ターゲットの宅配便が翌16日には西濃運輸青森支店（青森県青森市）に到着するということを把握した。なんとか物的証拠として得ようと、グリーンピースの調査班は、当該配送会社の支店(西濃運輸青森支店)のトラックターミナル内に無断侵入。そこで郵送伝票の「品名・荷姿等」の欄に「ダンボール」と書かれているにしては異常に重い荷物を発見、この宅配便を鯨肉とみなして持ち去った。（もっともグリーンピース側の発表によると、段ボール箱は中身を確認し裏付け証拠を得た後は、当初は宅配物は業者のところに戻しておくつもりだったというが、実物を入手してから、現物を世間に公表する方向に考えを翻したようである）。箱は市内のホテルで開封したが、白い作業着で隠すようにして丁寧に梱包されており、鯨肉の「畝巣（うねす）」と呼ばれる部分の塩漬けが入っていたという。様子は写真記録などに収められている。
グリーンピース・ジャパンの公開文書によれば、その一箱の郵送伝票の品目欄には「ダンボール」と書かれていたものの、中身は、いわゆる鯨ベーコンに加工されたりする鯨の腹の部位、「畝須（うねす）」23.5キログラムであった。（のちにグリーンピースはその市場価格を11万 - 30万円と算出し発表。マスコミでも報道されている。ただし、(青森検察の起訴状や)青森地裁の判決では"5万8900円相当"に下方修正。）

### グリーンピース記者会見
一か月後の 5月15日、GPJ はこの一連の行動と、入手した宅配鯨肉についての記者会見を行った。また、その場で宅配便から現れた鯨肉ベーコンの原料（塩漬けウネス）の実物も公開。この事件は当初「調査捕鯨船乗組員による横領疑惑」として朝日新聞に報道された。
なお、この会見で、佐藤潤一は「クジラ食べたことありますか」と質問され、「調査をするために食べました」と回答した。この発言は「今回の調査の中で私たちも食べる行為をしないといけなかったので、食べました」などとTV 報道のテロップにも流れ、＜佐藤は証拠品の鯨肉を食べたのか＞と、ひろく誤解されたが、本人は後日グリーンピースのサイト上で、「居酒屋なんかで聞き込み調査をするときに食べた」のだと説明している。（このことは、告発報告書で、佐藤が鯨肉を仕入れている営業者に聞き取り調査をおこなう上で鯨肉を出すスシ屋を紹介される記述などとも符合している。
佐藤は上記のように釈明しているが、佐藤が鯨肉を確保した時の重量23.5 kgは、司法に提出された肉の23.1 kgと差異があり、小川裁判長は「盗んだ箱を捜査機関に提出する前に、箱を開いて鯨肉のサンプルを取るなどしており、不法領得の意思があったことは明らか」と指摘した(陸奥新報 2010年9月7日)。

### 捕鯨船員を横領嫌疑で告発・不起訴
グリーンピース・ジャパンは、日本の記者会見と同日(5月15日)、日本の調査捕鯨船乗組員による業務上横領の告発にふみきった。
告発状に添えて、鯨肉の塩漬け入りの宅配便箱を物的証拠とし、独自の調査報告書(dossier)も加えて東京地検に提出し、この件の捜査を求めた。佐藤はインタビューで、そのときの検察が興味津々な態度を見せたので、脈があるものと期待した。
しかし、結果的にこれは立件されず、横領嫌疑のかけられた船員は不起訴になった（#捕鯨員ら不起訴処分に詳述）。

### 鯨肉は土産
#土産にさらに詳述。より詳細事実を踏まえた論争は#グリーンピースの告発内容を参照
捕鯨者側（鯨研、共同船舶は）は2008年7月18日付で、「鯨肉をめぐる問題についての報告書」を提出し、鯨肉の横領・横流しの事実を全面否定した。また、下船時には一人当たり10kg 程度の「土産」が配られており、本事件の鯨肉は一人分ではないが、同僚3人に分けてもらった分を合わせた量と説明されている (より精細には#土産)。

### グリーンピース・ジャパンの2名の窃盗容疑と逮捕
詳細は#グリーンピース2名の刑事裁判
捕鯨船員が自宅あてに送った鯨肉の宅配便の箱のひとつを運輸業者の青森のセンターから無断で持ち去り「確保」した行為により、佐藤と鈴木らグリーンピース・ジャパンの2名は、西濃運輸から告発を受け、青森の管轄で逮捕・書類送検する運びになった。
被疑者らは東京の事務局にいたため、所轄外の青森県警の立ち会いのもと、警視庁公安部が動員されて逮捕をおこなった。県警は、被告らを立件するか釈放するか選択する期日を延び延びにし、このため7月14日、国際人権団体アムネスティ・インターナショナルから福田首相(当時)に当該被疑者にたいしての扱いへの「憂慮の念」を示す書簡が送り付けられるなどの1幕があり、翌15日に2名の釈放がかなった。拘束期間は26日間におよんだ†。

（†通常犯罪に対する起訴をせずにの拘束日数限度は23日間で、内乱罪やテロ行為等にかぎり超過が認められている。(代用刑事施設を参照)。県警は目いっぱいの23日間拘束して期日の11日に起訴をおこなったが、引き続き拘束され保釈の便宜がはかられなかった。）
青森地裁の裁判では、7回にわたる公判前整理手続で、裁判の争点が４つの点に絞られた（#裁判の争点にまとめている）。2010年9月6日、青森地方裁判所は佐藤・鈴木ら被告に、懲役1年・執行猶予3年の有罪判決。グリーンピース側はこれを不服とし、仙台高等裁判所に上訴したが、2011年7月27日、判決は妥当と却下され、それ以上の控訴は断念したので、有罪判決が確定した。
裁判の当事者情報などは#訴訟内容参照。細かな年表は#裁判 - 判決の経緯参照。裁判の主要争点は#裁判の争点参照

## グリーンピースの告発内容
告発者のグリーンピースのインタビューに対する供述
告発者の共同船舶従業員がかつて捕鯨母船日新丸搭乗していた頃の実体験として、シーシェパードの妨害により、捕れるチャンスには無理をおして多すぎる頭数を船揚げするという状況におちいった。結果、解体作業は追いつかず、高級部位をあわただしく「製造」し、いわゆる「雑肉」を大量投棄していたと明かす。無駄にされた量は、毎日ミンククジラ20頭分の「雑肉」約7トン規模だと推定している。こうした投棄分も公式トン数に申告されず、グリーンピース調査員（インタビュー質問者）は、頭数あたりトン数の数値が近年になって減っているのは、そのせいではないかとの指摘をする。
いわゆる「横領」される肉は、いずれも高級な部位であり、ベーコン原料である畝須の塩漬けが８割方であるほか、赤身のなかでもとくに脂ののった部位や、もっとも重宝される尾の身を着服するのであるという。
しかも、ナガスクジラ（絶滅危惧種指定から外してはもらえていないが鯨肉業界の垂涎の品）も告発者が現役だった時期に捕獲されていたが、この肉も「完璧に」横領対象であり、これに至っては、一般の搭乗員には融通されず、「ナガスは、..ほとんど上の幹部、上の人たちが引っ張り込んでると思います」という話であった。
告発者が捕鯨員だったころの推計では、150人中120~130人が鯨肉の持ち帰りをしており、その量は一人200~300kg程度であったという。また、別の説明によれば、配送に使っていた業者、西濃運輸の大箱が 40kg 容量であり、たいがいの船員はこれを 5~6箱、宅配にしていたという(多い人間だと 20 箱、つごう 800kg)。衣類なども混入することもあるが、中身はほとんど「ウネス」(ベーコン用肉)と断じている†。
(†箱数については、告発者の供述は海外マスコミに回答した時には二転三転しており、「１０箱まで」、「5 - 10箱を持ち帰る者もおり、40箱持ち帰る者もいた」としている)

## 横領疑惑に対する調査捕鯨側の抗弁
調査捕鯨側による捕鯨行為全体に対する弁論や、事後防止策については#横領疑惑に対する調査捕鯨側の抗弁を参照。
グリーンピースの告発レポートによれば、2008年5月8日に国の捕鯨問題担当者である水産庁遠洋課課長成子隆英に鯨肉の個人的な持ち出しの有無を問いただしたところ、全面的に否定されたという。これは、さきの2007年5月31日付のプレスリリースで日本鯨類研究所が、『第20次南極海鯨類捕獲調査で得られた調査副産物の販売について』と題して調査捕鯨で得られた鯨肉などは、国民に対して公平にできるだけ廉価に提供するとタテマエ上ではうたっているので、特定少数の関係者が、それ以外のルートでさばいているともなれば公言内容に反するわけである。

### 土産
しかし、この水産庁回答とは食い違う内容で、鯨研、共同船舶は、水産庁資源管理部長（本村裕三）宛に「鯨肉をめぐる問題についての報告書」を提出した。このなかで共同船舶からは船員に対し塩蔵「..ウネス約8kgと赤肉小切約1.6kg」が「お土産」として支給されているとする。
当報告書の中で、自分に支給された分の土産を他人に譲る者もいる、ととくに断っているのは、事件の 23.5 kg 分のウネスの説明を示唆するものであろう。じっさい、本事件の鯨肉は、共同船舶の調査によると他の乗組員3人がお土産から譲られた分も合わさっている、毎日新聞の報道にあった(2008年5月19日)。
このほか、1人当たり3.2kgまでの購入が認められており、他の船員が購入しなかった販売分を希望者が購入することもできる報道されている。(\調査捕鯨の副産物として得た鯨肉はすべて共同船舶株式会社が買い取っている。ただし、鯨肉の買取価格については日本鯨類研究所が調査終了後に決定（例年6月）するため、お土産を配布する段階では価格は決定しておらず、前年度の価格で買い取っていた。)

#### さらなる捕鯨側の抗弁
調査捕鯨船乗組員による鯨肉の無断持ち出しは可能か
日本鯨類研究所の石川創・調査部次長によると、このお土産や分譲品も含み、「鯨肉は船内の施錠された冷凍庫で厳重に保管されており、勝手な持ち出しは不可能だ。船内は狭く隠すスペースもない」とされている。
調査捕鯨で生じる土産程度の鯨肉の正当性
国際捕鯨取締条約において、同条約の締約政府は、同政府が適当と認める数などの条件において、自国民が科学的研究のために鯨を捕殺および処理することを認可する特別許可書を与えることができる、と規定されており（第8条第1項）、この規定のもとに行われているのが日本の調査捕鯨である。
この許可書に基づいて捕殺された鯨は実行可能な限り加工し、その取得金は許可を与えた政府の指令書に従って処分しなければならない（第8条第2項）、と規定されており、締約政府が許可書を与えた自国民は、科学調査において不要な部分を処理および販売することができるということである。調査捕鯨を実施している財団法人日本鯨類研究所は、この副産物を共同船舶株式会社に販売することによって、調査費用の大部分を補填している。
ここで「実行可能な限り」とされているのは、加工された肉などを保管する設備が有限なためである。

通常、卸業者への肉の販売はブロック単位で行われる。ブロック状でない場合は卸業者や問屋、小売店などがそれらの保管設備空間を有効に利用できないため、買取価格が極端に下落、または買取自体が拒否されるためである。
ブロック状にカットする際には必ず余分な肉が発生してしまう。「端肉」などと呼ばれるこの部分は、卸業者に販売することがほとんど不可能に近く、通常は破棄せざるを得ない部分である。そこで共同船舶は調査捕鯨船の乗組員に対し端肉の一部を“慰労”として分配することで有効に活用している。これが調査捕鯨における「土産」とされている。
日本鯨類研究所・共同船舶の自主改善策
なお、上記の慣例については、透明性を確保するため、下記の改善策が講じられた。
- 調査捕鯨船乗組員への鯨肉の配布や配布価格の決定は、その方法や配布の実施状況を公表する。
- 調査捕鯨船乗組員に配付される鯨肉については、全て共同船舶株式会社が船内で一括管理し、下船後に同社がまとめて乗組員個人宛に直接送付する。
- お土産用鯨肉の買取については、当年度の価格が確定した時点で精算する。
- 転売の防止について、従来から行なっている職員への文書による通達に加え就業規則に盛り込む。

## グリーンピース2名の刑事裁判

### 起訴・裁判の流れ
宅配便の配送会社である西濃運輸は、発表の翌16日青森県警に被害届を提出。青森県警警備部と警視庁公安部の合同捜査本部が窃盗と建造物侵入の容疑でグリーンピース・ジャパンの幹部ら2人を逮捕。青森地検が青森地裁に起訴し、公判が行われている。
2008年に青森地裁に起訴され、2010年に幹部ら2名に対して有罪判決が言い渡された。被告側は仙台高裁に控訴したが、2011年に棄却され、最高裁への上告は断念した。2011年7月27日、懲役1年・執行猶予3年の有罪判決が確定。

### 西濃運輸の対応
西濃運輸によると、同社青森支店は2008年4月16日午前8時半過ぎ、函館行きのトラックに荷物を積み込む際に、日本の調査捕鯨船「日新丸」の乗組員が同月15日に東京港大井水産埠頭から北海道函館市の自宅に送った段ボール箱4箱のうち鯨肉などが入った1箱が紛失していることに気づいたという。
同社は配送ミスの可能性もあるとみて調べていたが、GPJ が同年5月15日の記者会見で送り主の了承を得ずに入手したと発表。また、GPJ海洋生態系問題担当部長の佐藤潤一（のちに逮捕、起訴される）は記者会見で「青森支店に電話をして、『報道で見ていると思いますが、私たちが持っている箱はそちらでなくなっているものですよ』と伝えた」と話し、同社は同月16日、青森県警青森署に盗難の被害届を提出した。
同年6月20日、GPJの幹部ら2人が逮捕された後、西濃運輸は「同様の事件に対する再発防止を徹底する。グリーンピースへの損害賠償請求は、今後弁護士に相談する」とのコメントを発表した。

### GPJ幹部らの逮捕
2008年6月20日、青森県警と警視庁公安部の合同捜査本部は、GPJ海洋生態系問題担当部長の佐藤潤一容疑者(当時31歳)と同団体海洋担当メンバーの鈴木徹容疑者(当時41歳)を窃盗および建造物侵入の容疑で逮捕、同2名の身柄を青森警察署に移送した。また、犯行が組織的に計画されたものと見て、捜査員約20人が同団体の事務所など関係先6カ所を家宅捜索。GPJの広報担当によると、経理情報や会員名簿などが入ったPC6台と鯨肉に関する調査資料、組織図などが押収されたという。

### 捕鯨員ら不起訴処分
その一方、同日に東京地検は「調査船乗組員が会社に無断で自分のものにしたわけではなく業務上横領は成立しない」とし、嫌疑なしで乗組員である共同船舶株式会社従業員12人全員を不起訴処分とした。その理由について「鯨肉の所有者である共同船舶は、乗組員が土産などの名目で鯨肉を持ち帰ることを承諾しており、同容疑にはあたらないと判断した。またこれらの鯨肉は、土産用や、商品加工できずに海上に投棄する分、乗船中の食料分だった」などの説明が報道されている。ただ、上はオフレコでのリークだったのか、グリーンピース側としては公式見解と受け止めてないらしく、「東京地検は船員に対する告発を「嫌疑なし」として「不起訴処分」に付した。東京地検はその理由を公にしていないが、共同船舶や鯨研に対して強制捜査をおこなったことはない」としている（グリーンピース報告書 パート2, 2009年3月）。
だが検察がどういう調査結果を得、どういう理屈で土産という説明に信憑性があるという判断に至ったのかは、興味をそそる点であり、たとえば青森地裁も（少なくとも2009年の5月中旬では）、検察が鯨肉の持主やその人物に鯨肉を譲ったという人物らにたいして行った調査があるならば、その内容を法廷に提出せよとして検察側に情報の開示を要求したという。グリーンピース弁護団が検察資料の「全面開示」を求めると、地裁は開示を却下した（2009年年表参照）。
グリーンピース・ジャパン側は不起訴処分を不服として検察審査会に審査を申し立たが、東京第一検察審査会は2010年4月22日、告発された鯨肉は日本鯨類研究所より「土産や食料用として正式に所有権を取得したもの」と認定し、「不起訴は相当」と議決した。

## 逮捕・裁判に対する諸反応

### GPJの反応
2008年6月15日の記者会見で「無断で持ち出すのは違法ではないのか」との指摘を受けたが、GPJの顧問弁護士は「形式的には窃盗かもしれないが、横領行為の証拠として提出するためで違法性はない」としていた。さらに弁護士たちは、5月20日付で、窃盗を成立されるための不法領得の意思を満たしていないという「法的見解」を発表した（#不法領得の意思に詳述）。
不法領得の意思とは、簡単に言えば、「鯨肉」を自分のものにしてしまおうという意思、あるいは、「鯨肉」を経済利用しようという意思（食したり売却したりすること）があるか、単純に考えれば該当しないので、弁護士はそれを主張したのである。しかし、不法領得の意思があったとみなされるか否かは、この裁判の4大争点のひとつとなった(#裁判の争点参照)。
2008年6月20日、GPJの星川淳事務局長は記者会見で、同団体幹部ら2人が逮捕されたことについて、「逃げもしないし証拠隠滅のおそれもない。不必要かつ不当な逮捕と強く抗議したい」「東京地検の捜査の結果をしっかりと見守り、判断が下されたときには潔く従うつもりである」と話した。
同日午前9時すぎ、GPJ代理人の只野靖弁護士が急遽記者会見を開き、「こういう（鯨肉を持ち出す）方法を取らなければ鯨肉の横領を告発できなかった」と鯨肉入り段ボールを持ち去った行為の正当性を主張。さらに「持ち出しの経緯や詳細についていっさいを上申書で提出し、任意捜査に応じると言ってきたのに、こんな形で逮捕・家宅捜索されたのは非常に遺憾」と述べ、不当逮捕であると訴えた。さらに「鯨肉横領の告発の意義は変わらない。これとは別に（告発を受理した東京地検によって）捜査が進むと思う」と語った。
また同日、オーマイニュースの取材で、GPJの代理人でもある日隅一雄弁護士は、前日来逮捕の見込みとの報道があったため、2人の容疑者については当初20日午前7時に事情聴取に応じるために、新宿警察署に出頭する予定であったことを明らかにした。さらに同氏は逮捕後の2容疑者とも接見しており、「2人は（今回の逮捕により）鯨肉の業務上横領の捜査がストップすることを一番気にしていた」と語った。
翌21日、GPJの星川淳事務局長は記者会見を開き、鯨肉を持ち出した行為について「事前に相談はなかったが、（業務上横領の）証拠になると判断し、事後に承認した」と自らが計画に直接関わっていなかったことを主張しながらも、組織的な関与を認めた。また、「政府や大企業の犯罪行為を防ぐ緊急性がある場合、結果として法を犯すこともあるのは世界のNGO活動のスタンダード」「グレーゾーンには踏み込んだが、犯罪にはあたらない」と同団体メンバーによる行為の正当性を改めて主張した。東京地検が乗組員を不起訴処分とした件については、「理解に苦しむ。段ボール箱には鯨肉を隠すように作業着が覆いかぶせてあった。なぜそんなことをする必要があったのか十分に説明されていない」と批判した。 同団体はこれまで「違法性はない」と主張してきたが、ここで初めて「グレーゾーン」という違法の可能性を含む表現を使った。

### 世間の反応
上の#グリーンピース記者会見で触れたように、佐藤潤一が、調査のなかでやむなく鯨肉を食べることもあったという発言が、窃盗罪に問われている証拠品の鯨肉を食べたものだと錯覚されて「不法領得の意思があり窃盗罪に当たるのではないか」という批判もインターネットを中心に飛び交う。
独断捜査での証拠確保という認識については、世論は「（日本国憲法で定められている）警察でも裁判所の令状がないと押収はできない」と相次いで批判にまわった。宅配便という国民にとって重要な物流インフラの安全性・信頼性を根底から揺るがしかねない、と同団体の行動と存在を危険視するTV報道もあった。

### グリーンピース本部の反応
グリーンピース・インターナショナルは「無実の人間が逮捕されたことは驚きだ。即時に釈放されるべきだ」「日本の捕鯨は国際的に批判されている。逮捕された活動家には、捕鯨で誰が得をしているか知る権利がある。（逮捕は）脅迫行為だ」との声明を英文で発表し、容疑者2名の即時釈放を求めた。また、釈放運動に対する募金を呼びかけ始めた。

### 警察の見解
2008年6月20日、青森県警警備部と警視庁公安部の合同捜査本部は、同日GPJ幹部ら逮捕された事件について、単なる窃盗・建造物侵入容疑ではなく、政治的思想などが絡む「公安事件」として逮捕と強制捜査に臨んだことがわかった。
同日、青森県警の捜査幹部が「無断で荷物を持ち出すのは違法行為。『窃盗罪にはあたらない』と公然と主張しており、罪証隠滅のおそれがある」と容疑者逮捕に踏み切った理由を示したことを読売新聞が報道した。また、青森県警は「施設に入り、段ボールを持ち去った違法行為に粛々と対応した。グリーンピースの主張は関係ない」と話した。

## 外野の反応
また同日（2008年6月20日）、泉信也国家公安委員長は閣議後会見で「人の所有物を勝手にとるのはあってはならないことで許されない。（逮捕は）警察として当然の責務を果たしたものと理解している」と述べた。

### 日本国政府の反応
2008年6月20日午後、福田康夫内閣の町村信孝官房長官は閣議後の記者会見で、「今月18日にグリーンピースジャパンの代表が国際NGO複数が官邸を訪れた際に一員として総理官邸を訪れて福田康夫内閣総理大臣に面会している。逮捕者を出した団体が官邸に来て総理と面会したことをどう思うか」という産経新聞の質問に対し、「GPJの代表と総理との面会があったことを知らないのでコメントのしようがない」とした上で、東京地検が共同船舶の社員12人を不起訴処分としたこと、および警察が同団体幹部ら2人を逮捕したことについて、「いずれも捜査当局は法と事実に基づいて、証拠に基づいて、適正に捜査をしていると思う」と述べた。

### 専門家の見解
北海道新聞は「刑法の専門家でも見解が分かれている」とした上で、「北海道洞爺湖サミットを目前に、警察当局があえて市民団体への警告的な意味で強制捜査に踏み切ったとの指摘もある」と社説で報道。
東京新聞も同様に「識者の見解は分かれている」とした上で、「当然窃盗罪に当たる。告発のためといっても、何か目的があって盗んだということで（窃盗罪の構成要件である）『不法領得の意思』が認められる。社会的相当な行為として違法性が阻却されるとはならない」（日大法科大学院・板倉宏教授）、「捜索や押収は捜査機関でさえも、裁判所から令状を取らなければできないのに、どうして一般人ができるのか。令状がない時点で正当行為は成立しない。こんな身勝手な行為を許したら、世の中がどうなるか。的外れとしか言えない」（京都産業大法科大学院・渥美東洋教授）といった厳しい意見と、「外形的には窃盗に当たるが、告発のためやむを得ずやったという行動が正当行為にあたり、違法性が阻却されるという議論はありうる」（龍谷大法科大学院・村井敏邦教授）との見方があることを報道した。

### 裁判 - 判決の経緯

#### 2008年
- 4月15日 - 日本の調査捕鯨船「日新丸」が東京港に戻った際、GPJが船から降ろされた荷物を監視。近くにある西濃運輸の配送所に無断で侵入し、伝票番号を不正に入手。
- 4月16日 - GPJのメンバーが西濃運輸青森支店に侵入し、共同船舶株式会社に所属する乗組員が自宅に送った段ボール箱1つを確保。箱を開封し、中に「畝須（うねす）」と呼ばれる鯨肉約23.5kgが入っていることを確認。
- 5月15日
  - GPJが記者会見を開き、同年4月16日に確認した事実を発表。その際、確保された段ボール箱は関係者に無断で持ち出されたものであったことが明らかになるが、その違法性については否定。
  - 同日、GPJは乗組員による業務上横領容疑で東京地検に告発状を提出。
  - 配送業者の西濃運輸は青森県警青森署に遺失物の届けを提出。
- 5月16日 - 西濃運輸が青森県警青森署に盗難の被害届を提出。
- 5月20日
  - 東京地検がGPJの告発状を受理。
  - GPJが西濃運輸に対し電話による口頭とプレスリリース文書で謝罪[33]。
- 5月21日 - 東京地検の要請を受けGPJは確保した鯨肉を提出。
- 6月20日
  - 青森県警警備部と警視庁公安部の合同捜査本部がGPJの幹部ら2人を窃盗および建造物侵入の容疑で逮捕、東京の事務所など関係先6カ所を家宅捜索。
  - 東京地検は乗組員の業務上横領容疑について「嫌疑なし」とし全員を不起訴処分とした。
- 6月21日
  - GPJが鯨肉の無断持ち出しについて事後承認していたことを発表。
  - 前日に東京地検が乗組員を不起訴処分したことについて「検察審査会への不服申し立てを検討したい」と述べた[34]。
- 7月11日 - 青森地検が同年6月20日に逮捕されたGPJの幹部ら2人を窃盗と建造物侵入の罪で青森地裁に起訴。
- 7月14日 - GPJの弁護側が同月11日に起訴された幹部ら2人について「逃亡、証拠隠滅の恐れはない」として保釈を請求。
- 7月15日 - 青森地裁が起訴されたGPJの幹部ら2人の保釈を認める。保釈保証金はそれぞれ400万円。2人ともに納付した。
- 7月30日 - GPJが起訴された幹部ら2人の保釈についての声明を発表[35]。
- 11月16日 - 起訴から4か月が経過するが、東奥日報により裁判の日程が決まっていないことが報道される[36]。

#### 2009年
- 2月13日 - 青森地裁（渡辺英敬裁判長）で公判前整理手続の第1回協議が開かれる。弁護側は「鯨肉を持ち出して横領の実態を告発した行為は、ジャーナリストに保障されている『表現の自由』と同等のもの」として無罪を主張[37]。
- 7月17日 - 弁護団が不起訴処分となった調査捕鯨船乗組員の捜査に関する証拠の全面開示請求を青森地裁に提出。
- 8月10日 - 青森地裁が「横領の事実さえ認められれば、手段の相当性が認められるとは考えられない」とし、不起訴処分となった調査捕鯨船乗組員に関する捜査資料の開示請求を棄却[38]。
- 8月13日 - 弁護側が青森地裁の請求棄却を不服として、仙台高裁に即時抗告。
- 9月28日 - 仙台高裁が「請求を受けている各証拠は弁護側の主張と関連性がないか薄い。関係者のプライバシーに関する事項も含まれている」として即時抗告の棄却を決定[39]。
- 10月5日 - 弁護団が仙台高裁の即時抗告棄却を不服とし、最高裁に特別抗告。記者会見で「証拠の不開示は憲法や国際人権規約で保障された被告が公平な裁判を受ける権利に違反する」などと発表
- 11月18日 - 最高裁が特別抗告の棄却を決定。「開示を求めた証拠には起訴の対象となった鯨肉の譲渡に関するものは含まれない」という青森地裁・仙台高裁の判断が確定する[40]

#### 2010年
- 1月15日 - 公判前整理手続の第7回協議が開かれる。共同船舶(株)の幹部、宅配便の差出人、鯨肉を譲渡したとされる同僚2名、そして海外の国際人権法の専門家(デレク・フォルホーフ教授)などの証人尋問が決定[41]
- 2月10日 - 鯨肉の横領疑惑で告発された調査捕鯨船乗組員の不起訴処分について、GPJが検察審査会に不服を申し立て、審査申立書を提出。
- 2月12日 - 国連人権理事会が「（逮捕は）国際人権規約に違反する」「市民が汚職の疑惑を調査する自由は保障されなければならない」とする意見書を日本政府に送付したとグリーンピース・インターナショナルが公表[42]。
- 2月15日 - 初公判が行われる。被告人側は「鯨肉の横領を告発するための行為で、違法性はない」として無罪を主張。
- 3月8日 - 第2回公判が行われる。宅配便の持ち主に鯨肉を譲渡したという調査捕鯨船乗組員が証言。
- 3月9日 - 第3回公判が行われる。弁護側証人として捕鯨船での横領行為をGPJに内部告発したとされる元乗組員が出廷。
- 3月10日 - 第4回公判が行われる。
- 3月11日 - 第5回公判が行われる。弁護側証人としてヘント大学（ベルギー）のデレク・フォルホーフ教授（メディア法）が出廷し、被告人の無罪を主張。
- 4月22日 - 乗組員への不起訴処分を不服とするGPJ側の検察審査会への審査申立に対して、東京第一検察審査会が「不起訴相当」を議決[27]。
- 5月14日 - 第6回公判期日。
- 6月8日 - 論告求刑公判期日。
- 9月6日 - 青森地裁がGPJの幹部ら2名の被告に対し、懲役1年執行猶予3年（求刑・懲役1年6ヶ月）の有罪判決を言い渡す。二名は控訴[43]。

#### 2011年
- 7月12日 - 仙台高裁は被告側控訴を棄却。飯渕裁判長は「（鯨肉横領の）調査の手段が他人の権利を害する以上、正当行為でないことは明白だ」[44]として、一審・青森地裁判決を支持[44]。鯨肉の持ち出しについて不法に自分たちのものにするという意思があったと認定(?)した[要出典](#不法領得の意思参照)。被告は判決後の記者会見で「市民の『知る権利』、『表現の自由』を尊重しない高裁判決は非常に残念。今後については、弁護団などと相談の上で決めたい」と語る。
- 7月26日 - 上告期限日。佐藤被告は「判決には不服だが、過去の最高裁判例から現実的に判断した」と話し、上告を断念。グリーンピース・ジャパンは「東京電力福島第一原子力発電所事故による放射性物質の汚染調査などに注力するため」としたプレスリリース[45]。
- 7月27日 - 午前0時、有罪確定。判決は懲役1年・執行猶予3年。

### 訴訟内容

#### 被告人
- 佐藤潤一（さとう じゅんいち） - グリーンピース・ジャパン海洋生態系問題調査部長（当時/2011年現在は同事務局長[46]）
- 鈴木徹（すずき とおる） - グリーンピース・ジャパン海洋担当スタッフ（当時）

#### 弁護人
全てグリーンピース・ジャパン顧問弁護士
- 海渡雄一 - 主任弁護人
  - グリーンピース・ジャパン元理事長
  - 第二東京弁護士会所属
  - 監獄人権センター事務局長
  - 福島瑞穂（参議院議員, 社会民主党前党首）の夫（事実婚で夫婦別姓）
- 日隅一雄 - 第二東京弁護士会所属
- 只野靖（ただの やすし）- 第二東京弁護士会所属

#### 容疑1:建造物侵入
2008年4月16日、正当な理由なしに東京都内にある西濃運輸の配送所および同社青森支店（青森県青森市）の配送所に侵入した疑い。（刑法130条前段 住居侵入罪）

#### 容疑2:窃盗
2008年4月16日、西濃運輸青森支店（青森県青森市）の管理する鯨肉入り段ボール箱1つを盗んだ疑い。（刑法235条 窃盗罪）
被害者
西濃運輸株式会社
被害対象
共同船舶株式会社従業員である調査捕鯨船「日新丸」乗組員の製造手が西濃運輸株式会社に配送を依頼した個人宛宅配便（東京都発、北海道着）1つ。宅配便の中身は鯨肉と生活用品（作業着など）。起訴状によると、両被告が盗んだ鯨肉は重量23.1kg、時価58,905円相当とされている。

#### 捜査機関
警察
- 2008年5月15日 - 青森県警青森署が遺失物届けを受理。
- 2008年5月16日 - 青森県警青森署が被害届を受理。
- 2008年6月20日 - 青森県警警備部および警視庁公安部の合同捜査本部が両被告人を逮捕、グリーンピース・ジャパンの事務所（東京）など関係先6カ所を家宅捜索。

検察
- 2008年7月11日 - 青森地検が両被告人を起訴。

#### 第一審
- 裁判所名 - 青森地方裁判所
- 起訴日 - 2008年7月11日

### 裁判の争点
「7回の公判前整理手続きで、争点は▽鯨肉を自分のものにする不法領得の意思があったか▽目的に照らして行為に正当性があるか▽国際人権規約で保障される行為か▽表現の自由に照らして無罪に該当するか－－の4点に絞られた」(『毎日新聞』2010年2月15日 山本佳孝)

#### 不法領得の意思
鯨肉を自分のものにしようとする不法領得の意思があったかどうか
窃盗罪を成立させるには、故意による行為であるほかに、通常不法領得の意思が認められなければならないが、それには以下2つ（またはいずれか）が満たされなくてはならない：
1. 支配意思 (権利者を排除して他人の物を自己の所有物として振る舞う意思)
2. 用益意思 (その経済的用法に従い利用または処分する意思)

そもそも、グリーンピース側の弁護士は、2008年5月20日付の「法的見解」において、佐藤潤一被告には、鯨肉を自分の者にする意思もなく、また、普通に考えて鯨肉の「経済的用法」つまりそれを食したり売却したりはしておらず、よって「不法領得の意思」は該当せず、窃盗罪には当たらない、という見方を発表した。
しかし、この適用性については、法曹界・学界でも諸説ある(#専門家の見解を参考)。また、仙台高裁判決では、青森地裁の判決文、
不法領得の意思が認定されたが:
1) 「支配意思」については、被告は当該鯨肉を検察側に提出し、いずれ元の持主に返還される状況となっている。一時期に拝借した後に戻した場合、例えば他人の自転車を無断で短時間（2 - 3時間程度）使用したとき「窃盗罪」ではなく「使用窃盗」(この例では不可罰)が適用された判例がある。が、それは持主が就寝中の夜中という状況をふまえた上の判断であった。別件で、他人の自動車を無断で4時間ほど乗り回し無免許運転で検挙された事例では「窃盗罪」が成立している。
2) 「用益意思」については、被告は当該の鯨肉は、食べるなど手をつけずに残しているので†、通常解釈ではあてはまらない。しかし下着泥棒は盗みであり「経済的用法」に値するという判例があり、佐藤被告も、横領疑惑の告発を目的に、鯨肉をPR的な小道具に利用した。

#### 持ち出した目的に照らし、行為に正当性があるかどうか
GPJの顧問弁護士は当初から「形式的には窃盗かもしれないが、横領行為の証拠として提出するためで、違法性はない」と主張している。

#### 国際人権規約により保障されるか
佐藤・鈴木両被告の弁護側は、国際人権規約を根拠に「鯨肉を持ち出して横領の実態を告発した行為は、ジャーナリストに保障されている『表現の自由』と同等のもの」主張。逮捕、起訴は同規約に反するとした。

#### 表現の自由に照らして無罪に該当するか
「表現の自由」は国際人権B規約とも呼ばれる「市民的及び政治的権利に関する国際規約（自由権規約）」に次のように規定されている。
窃盗犯の逮捕・起訴は、被害者の権利を尊重するものであり、公の秩序を保護することを目的としているため、この場合に適用される我が国の法律は、同規約第19条において許容されている「一定の制限」に相当するものと考えられる。そして同規約における「表現の自由」という権利を行使する者は特別の義務・責任を伴うため、この「一定の制限」を受けなければならない。
つまり、同規約に基づいて「表現の自由」を行使する者は窃盗を行なってはならない、また「表現の自由」を行使する者が窃盗を行なった場合は、逮捕・起訴され、刑罰を受けなければならない、とされる可能性が高い。